# Whittier, Alaska
Whittier är en ort (city) i Chugach Census Area i delstaten Alaska i USA. Orten har 272 invånare (2020), på en yta av 50,86 km². Glaciären i närheten fick år 1915 sitt namn efter poeten John Greenleaf Whittier. Hamnen härstammar från andra världskrigets tid. Whittier fick stadsrättigheter (incorporated city) år 1969 och den kategoriseras som en city av andra klassen.

## Begich Towers

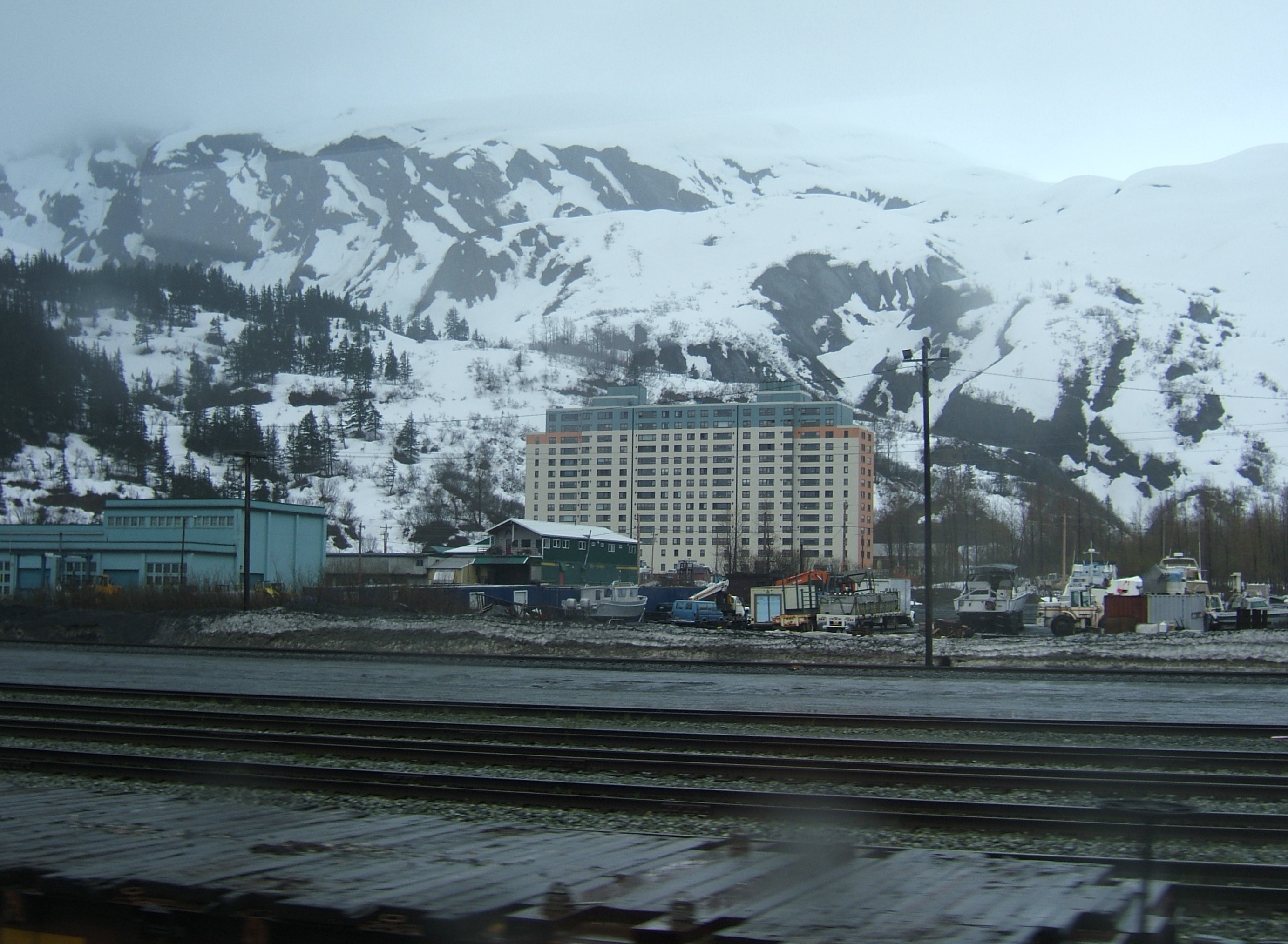
Begich Towers.

Så gott som samtliga av stadens invånare bor i en enda byggnad, Begich Towers (tidigare Hodge Building). Denna 14-våningsbyggnad från 1953 inrymmer, förutom bostäder, postkontor, sjukhus, polis, stadshus, kyrka, affär, lekpark och hotell.

## Buckner Building

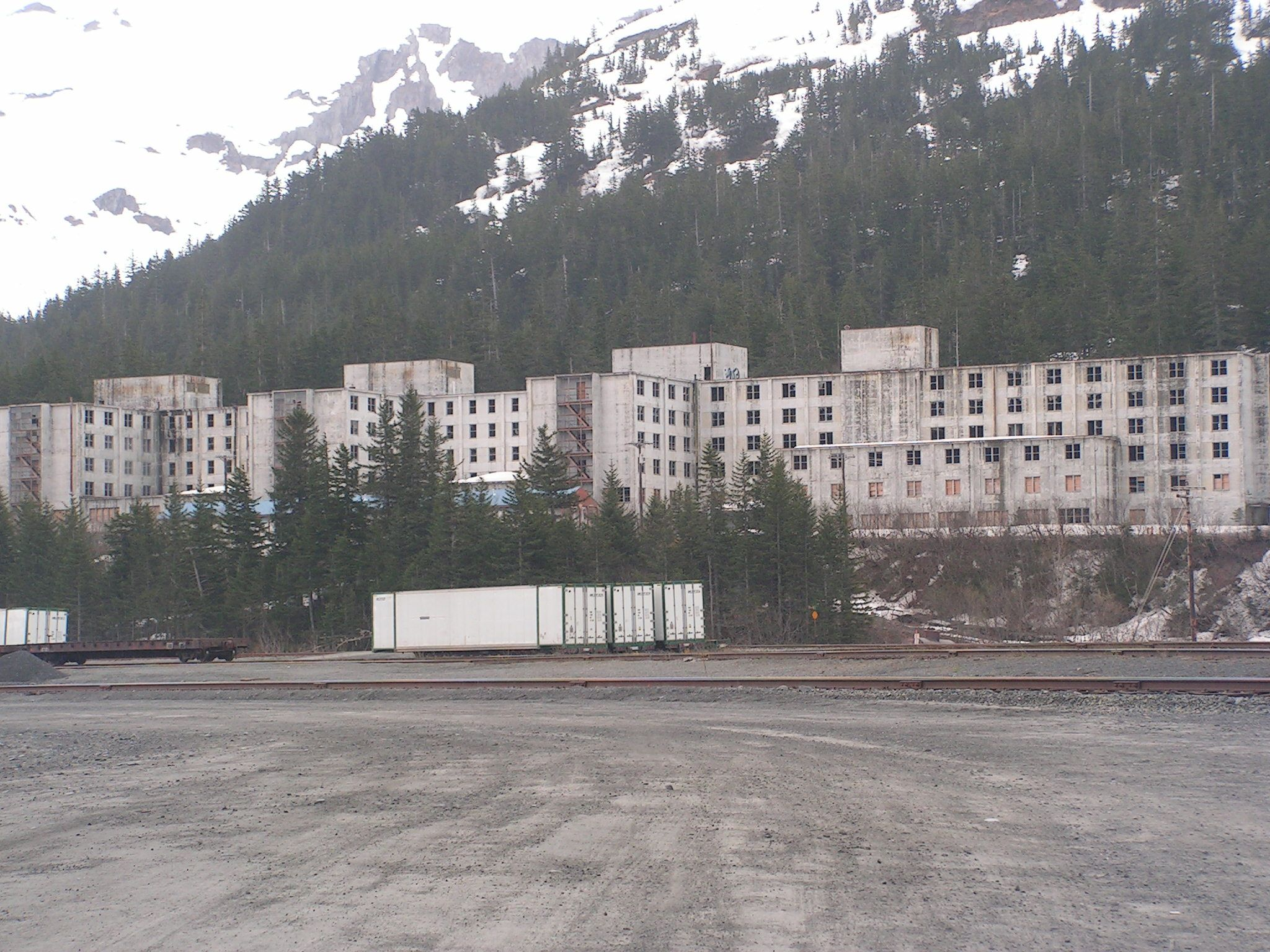
Buckner Building.

Den idag oanvända statliga byggnaden Buckner Building var en gång Alaskas största byggnad. Byggnaden blev skadad i långfredagsskalvet i Alaska år 1964, men kunde tack vare den stabila betongkonstruktionen fortsätta nyttjas fram till 1966, då den övergavs och därefter har fått förfalla. Att riva byggnaden skulle kosta delstaten för mycket. En av orsakerna till detta och som också förhindrar användningen av Buckner Building till andra ändamål är mängden av asbest.